# دهستان موانگ
دهستان موانگ (به لاتین: Mewang Gewog) یک دهستان در کشور بوتان است که در ناحیهٔ تیمفو واقع شده‌است.